# Ticonderoga-klass
Ticonderoga-klass är en fartygsklass av robotkryssare som byggdes för USA:s flotta.

## Design
Ticonderoga-klassen var ursprungligen tänkt som robotjagare baserade på samma skrov som jagarna av Spruance-klassen. Aegis-systemet och den stora luftspaningsradarn AN/SPY-1, som var tvungen att delas upp i två delar för att få plats i överbyggnaden, gjorde fartyget 1500 ton tyngre och berättigade till klassificeringen som kryssare.

### Vertical Launch System
Från och med USS Bunker Hill (CG-52) användes inte längre de tvåarmade Mk26 robotlavetterna utan luftvärnsrobotarna var i stället placerade i vertikala avfyringstuber. Det hade flera fördelar; Antalet robotar kunde ökas med 40%, samtliga robotar kunde hållas eldberedda samtidigt och tuberna kunde också laddas med andra robotar som till exempel RGM-109 Tomahawk och RIM-162 ESSM. Den senare kan laddas med fyra robotar per tub. Tubernas storlek gjorde också att man kunde gå ifrån RIM-66 Standard MR och använda större robotar med booster-motor som RIM-156 Standard och RIM-161 SM-3.
År 2005 avrustades den sista kryssaren med Mk26-lavetter medan de övriga genomgick ett moderniseringsprogram för att ge dem ytterligare 35 års livslängd.

## Bilder

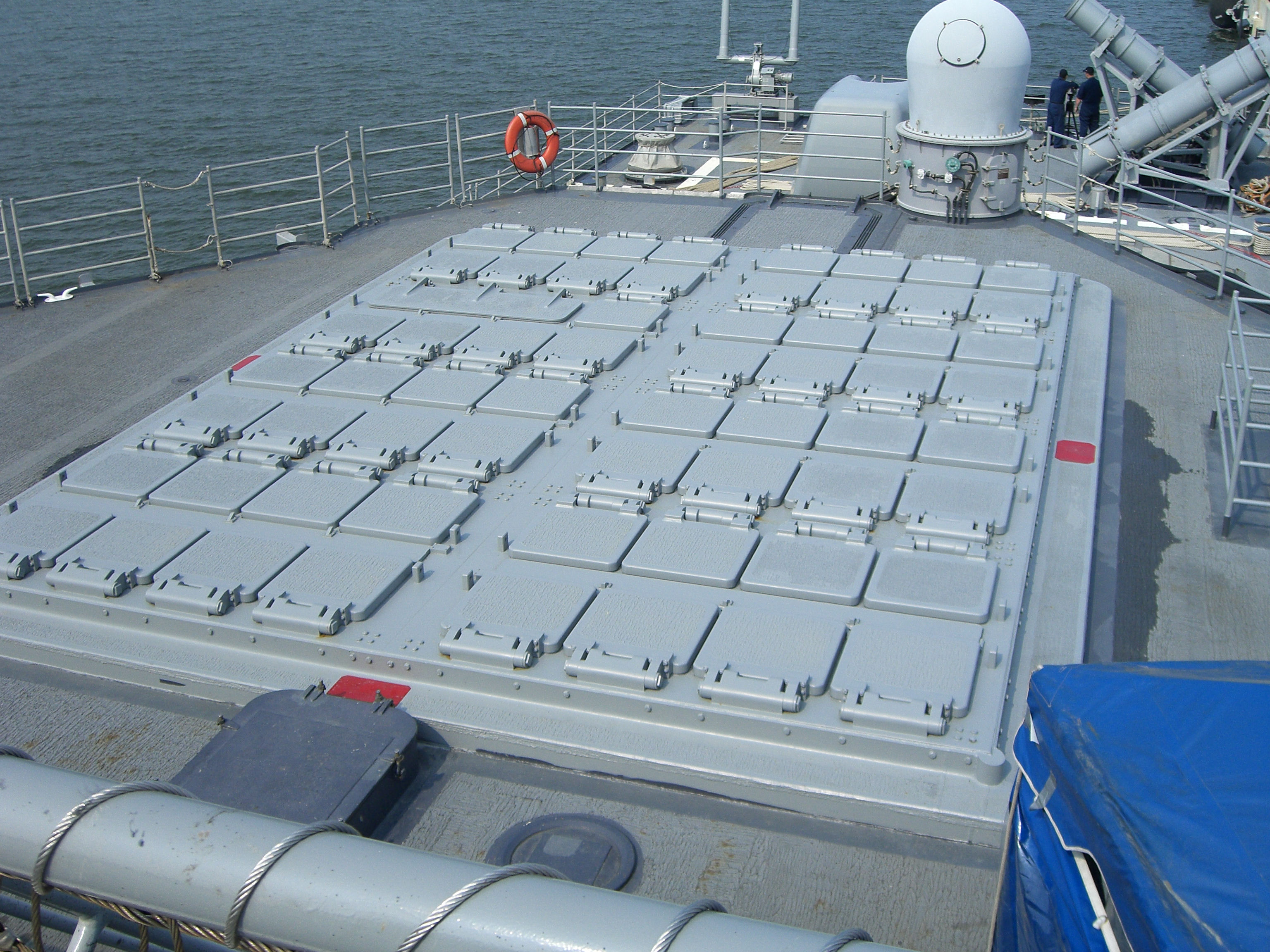
VLS-tuberna ombord på USS Normady.
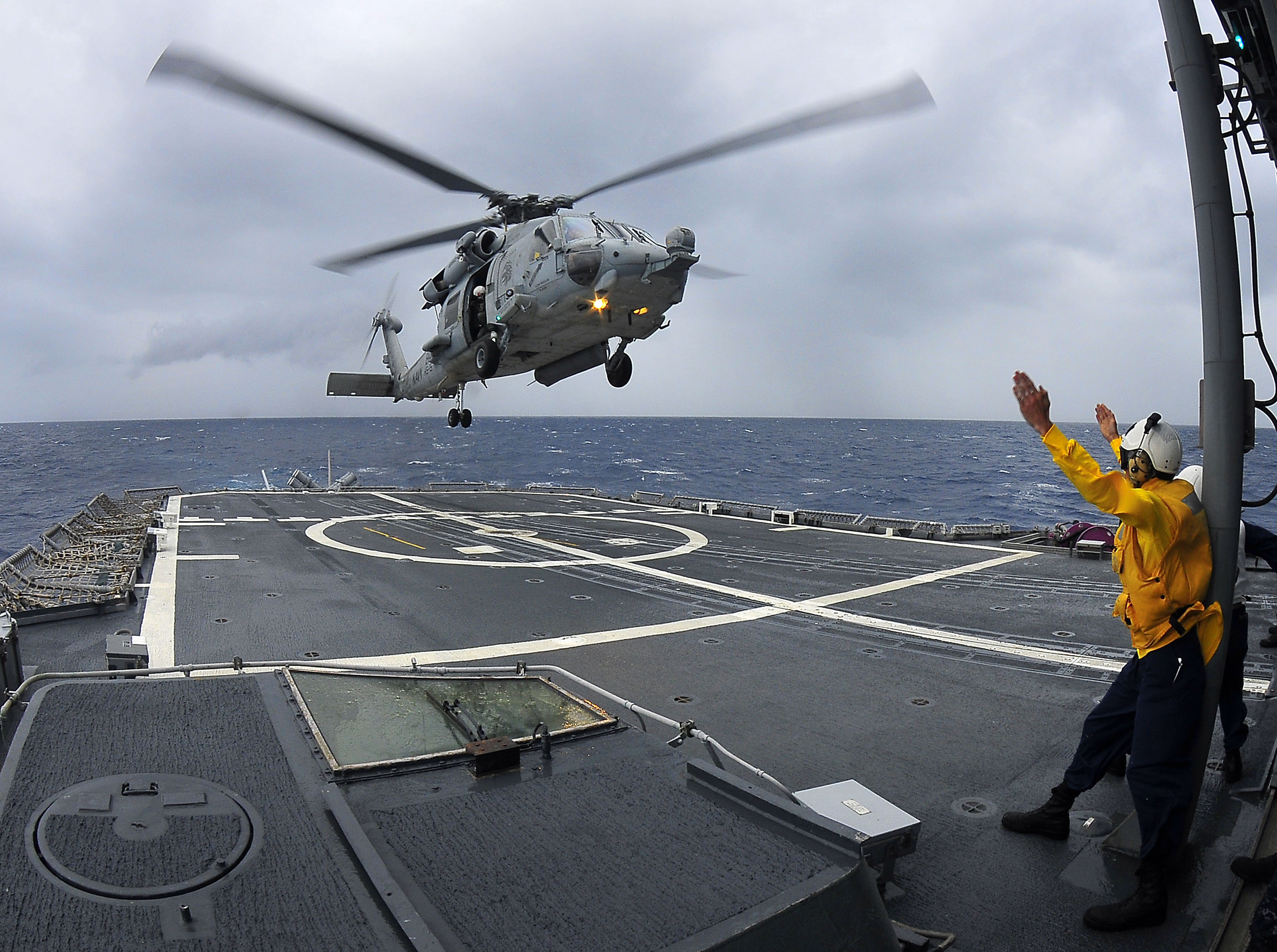
En SH-60F Seahawk landar ombord på USS Bunker Hill.
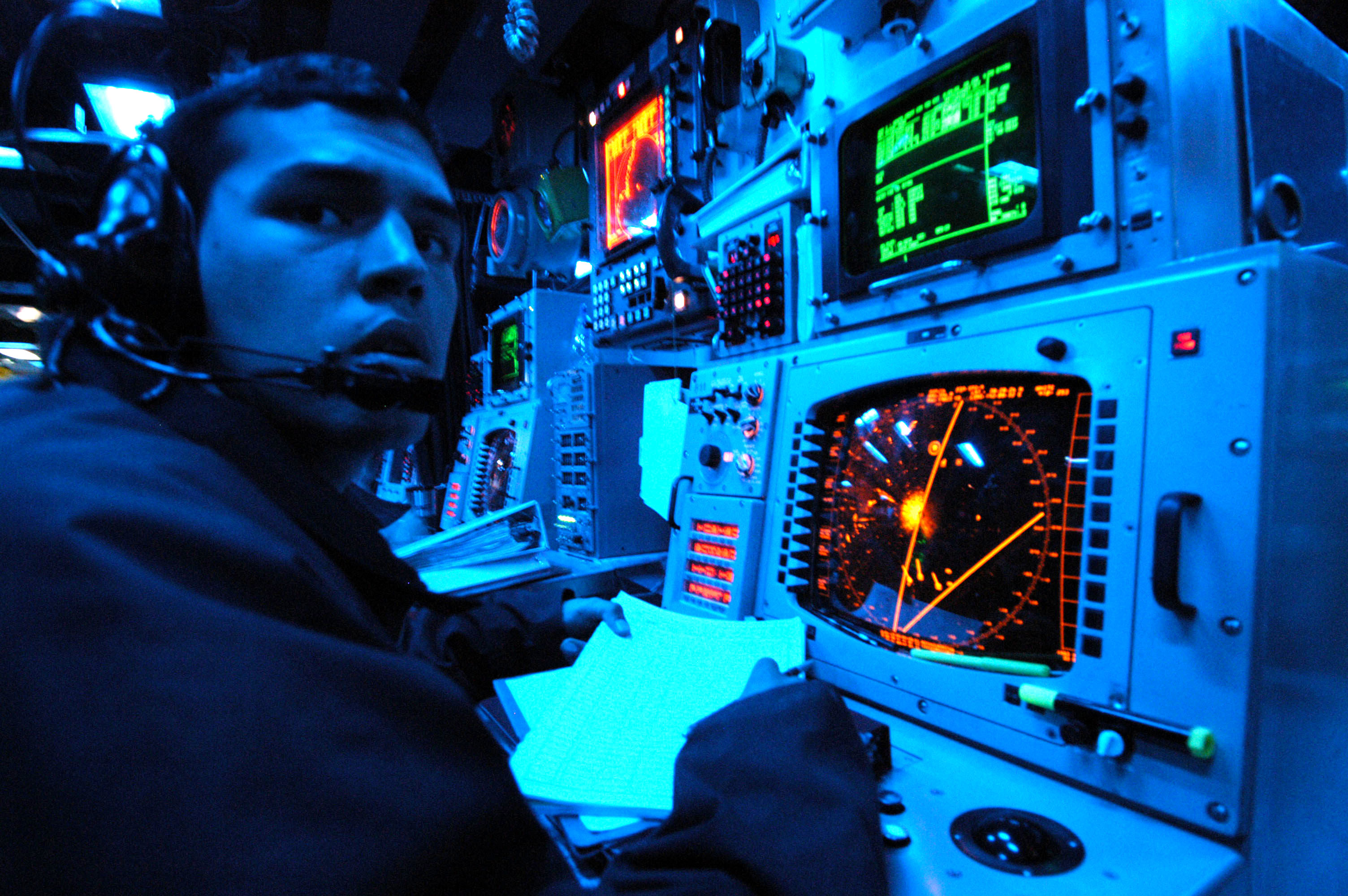
Stridsledningscentralen ombord på USS Cowpens.
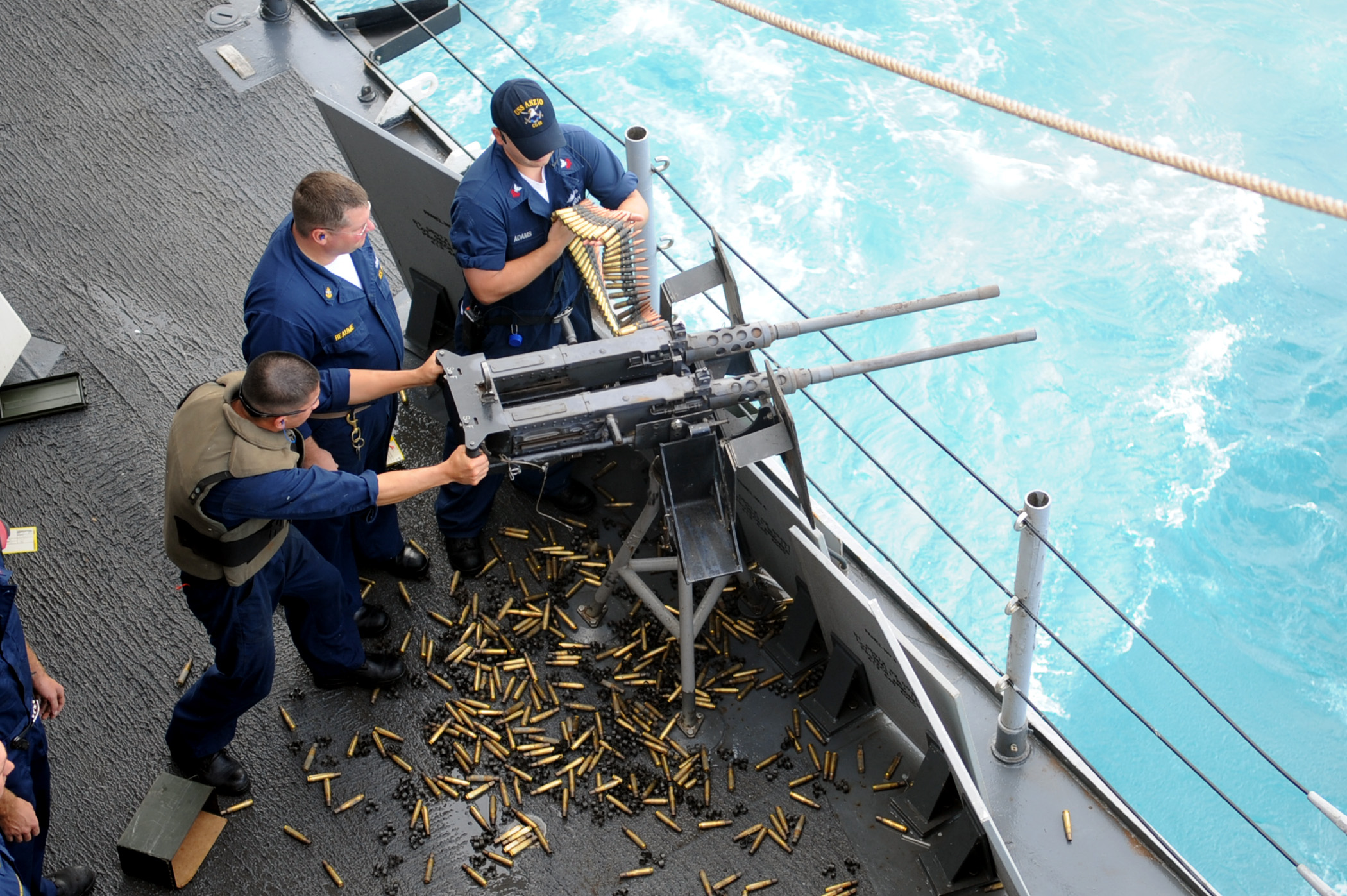
En dubbelmonterad M2 Browning ombord på USS Anzio.
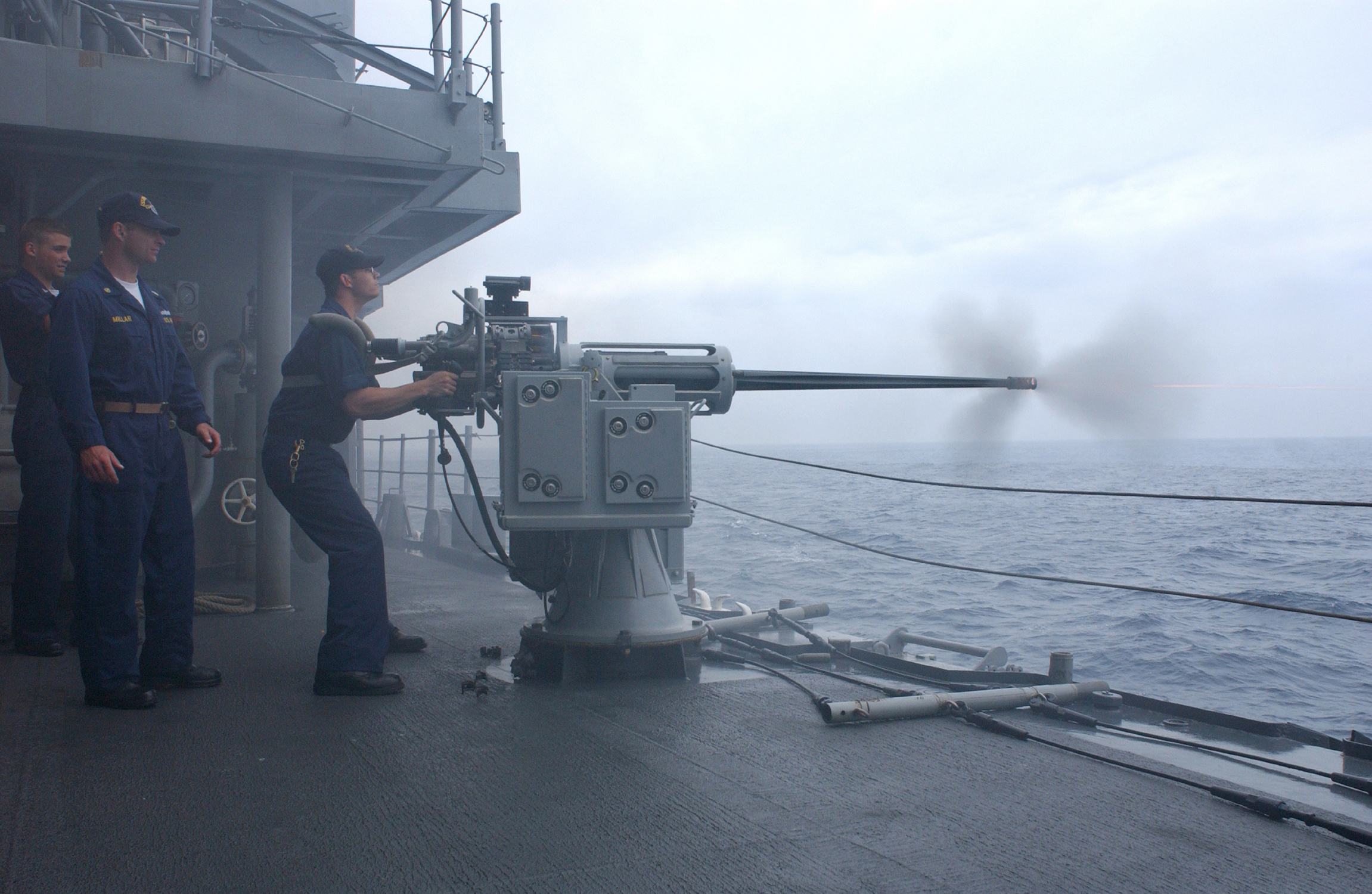
En M242 Bushmaster ombord på USS Bunker Hill.
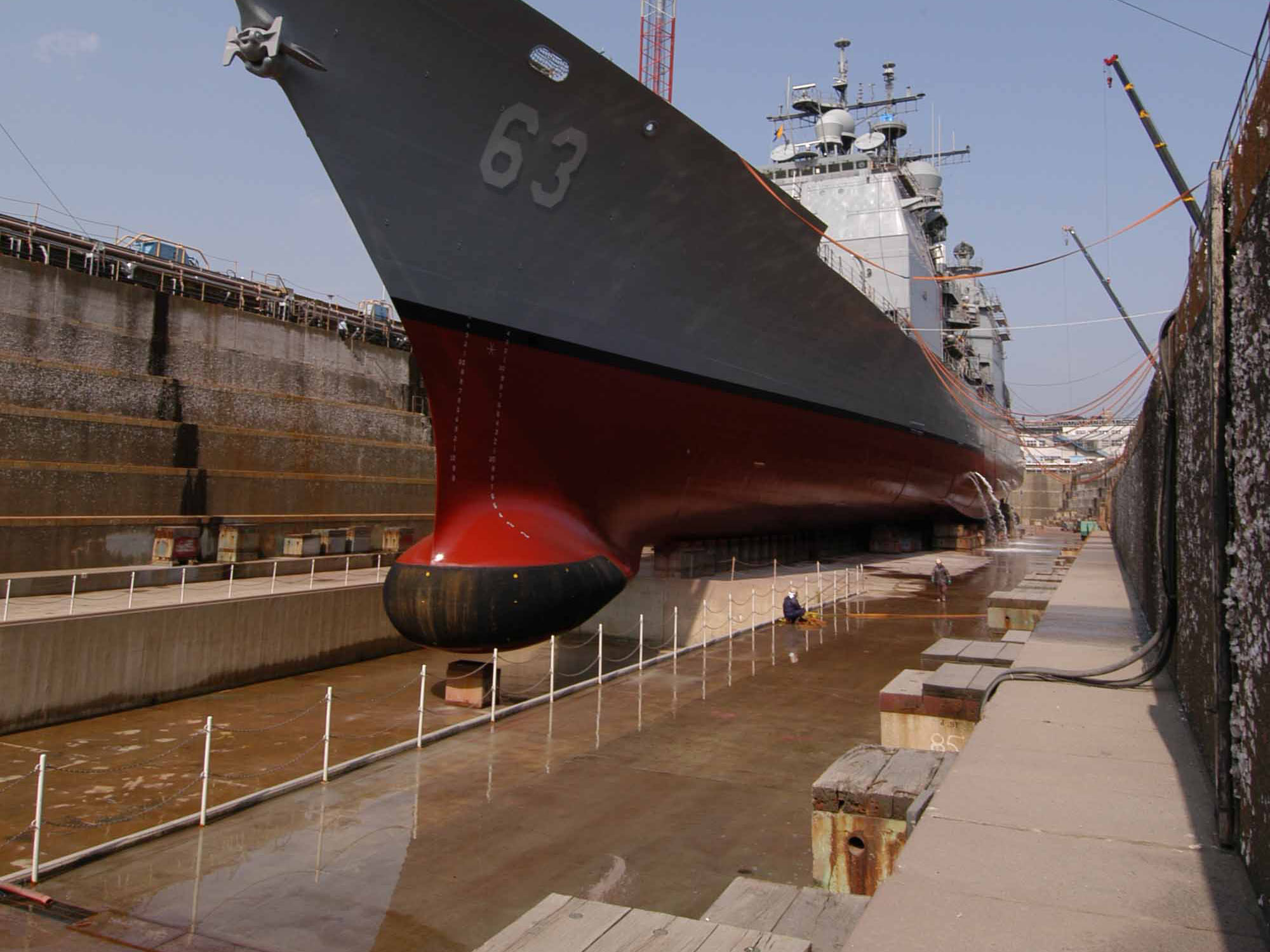
USS Cowpens SQS-53 skrovmonterade sonar.

## Fartyg i klassen

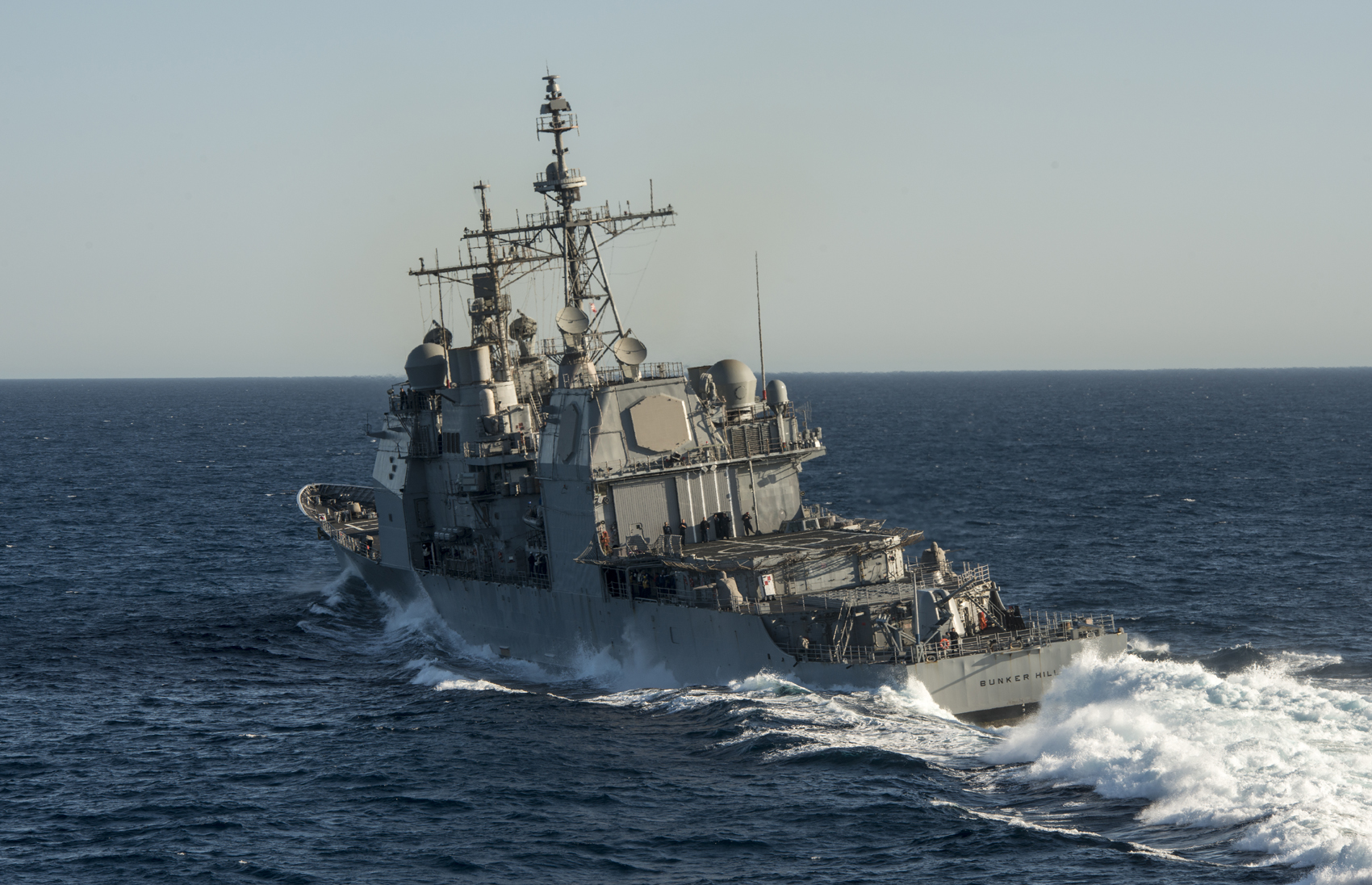
USS Bunker Hill CG-52.

| Namn                                         | Fartygsnummer                 | Varv                          | Sjösättning                   | I tjänst                      | Ur tjänst                     | Status                                      |
| Fartyg med Mk26 robotlavetter                | Fartyg med Mk26 robotlavetter | Fartyg med Mk26 robotlavetter | Fartyg med Mk26 robotlavetter | Fartyg med Mk26 robotlavetter | Fartyg med Mk26 robotlavetter | Fartyg med Mk26 robotlavetter               |
| -------------------------------------------- | ----------------------------- | ----------------------------- | ----------------------------- | ----------------------------- | ----------------------------- | ------------------------------------------- |
| Ticonderoga                                  | CG-47                         | Ingalls Shipbuilding          | 25 april 1981                 | 22 januari 1983               | 30 september 2004             | Utrangerad, sparas som framtida museifartyg |
| Yorktown                                     | CG-48                         | Ingalls Shipbuilding          | 17 januari 1983               | 4 juli 1984                   | 10 december 2004              | Väntar på skrotning                         |
| Vincennes                                    | CG-49                         | Ingalls Shipbuilding          | 14 januari 1984               | 6 juli 1985                   | 29 juni 2005                  | Skrotad nov. 2010-apr. 2011                 |
| Valley Forge                                 | CG-50                         | Ingalls Shipbuilding          | 23 juni 1984                  | 18 januari 1986               | 30 augusti 2004               | Sänkt som övningsmål                        |
| Thomas S. Gates                              | CG-51                         | Bath Iron Works               | 14 december 1985              | 22 augusti 1987               | 16 december 2005              | Väntar på skrotning                         |
| Namn                                         | Fartygsnummer                 | Varv                          | Sjösättning                   | I tjänst                      | Hemmahamn                     | Status                                      |
| Fartyg med Mk41 VLS vertikala avfyringstuber |                               |                               |                               |                               |                               |                                             |
| Bunker Hill                                  | CG-52                         | Ingalls Shipbuilding          | 11 mars 1985                  | 20 september 1986             | San Diego                     | i tjänst 2012                               |
| Mobile Bay                                   | CG-53                         | Ingalls Shipbuilding          | 22 augusti 1985               | 21 februari 1987              | San Diego                     | i tjänst 2012                               |
| Antietam                                     | CG-54                         | Ingalls Shipbuilding          | 14 februari 1986              | 6 juni 1987                   | San Diego                     | i tjänst 2012                               |
| Leyte Gulf                                   | CG-55                         | Ingalls Shipbuilding          | 20 juni 1986                  | 26 september 1987             | Norfolk                       | i tjänst 2012                               |
| San Jacinto                                  | CG-56                         | Ingalls Shipbuilding          | 14 november 1986              | 23 januari 1988               | Norfolk                       | i tjänst 2012                               |
| Lake Champlain                               | CG-57                         | Ingalls Shipbuilding          | 3 april 1987                  | 12 augusti 1988               | San Diego                     | i tjänst 2012                               |
| Philippine Sea                               | CG-58                         | Bath Iron Works               | 12 juli 1987                  | 18 mars 1989                  | Mayport                       | i tjänst 2012                               |
| Princeton                                    | CG-59                         | Ingalls Shipbuilding          | 2 oktober 1987                | 11 februari 1989              | San Diego                     | i tjänst 2012                               |
| Normandy                                     | CG-60                         | Bath Iron Works               | 19 mars 1988                  | 9 december 1989               | Norfolk                       | i tjänst 2012                               |
| Monterey                                     | CG-61                         | Bath Iron Works               | 23 oktober 1988               | 16 juni 1990                  | Norfolk                       | i tjänst 2012                               |
| Chancellorsville                             | CG-62                         | Ingalls Shipbuilding          | 15 juli 1988                  | 4 november 1989               | San Diego                     | i tjänst 2012                               |
| Cowpens                                      | CG-63                         | Bath Iron Works               | 11 mars 1989                  | 9 mars 1991                   | Yokosuka                      | i tjänst 2012                               |
| Gettysburg                                   | CG-64                         | Bath Iron Works               | 22 juli 1989                  | 22 juni 1991                  | Mayport                       | i tjänst 2012                               |
| Chosin                                       | CG-65                         | Ingalls Shipbuilding          | 1 september 1989              | 12 januari 1991               | Pearl Harbor                  | i tjänst 2012                               |
| Hué City                                     | CG-66                         | Ingalls Shipbuilding          | 1 juni 1990                   | 14 september 1991             | Mayport                       | i tjänst 2012                               |
| Shiloh                                       | CG-67                         | Bath Iron Works               | 8 september 1990              | 18 juli 1992                  | Yokosuka                      | i tjänst 2012                               |
| Anzio                                        | CG-68                         | Ingalls Shipbuilding          | 2 november 1990               | 2 maj 1992                    | Norfolk                       | i tjänst 2012                               |
| Vicksburg                                    | CG-69                         | Ingalls Shipbuilding          | 2 augusti 1991                | 14 november 1992              | Mayport                       | i tjänst 2012                               |
| Lake Erie                                    | CG-70                         | Bath Iron Works               | 13 juli 1991                  | 10 maj 1993                   | Pearl Harbor                  | i tjänst 2012                               |
| Cape St. George                              | CG-71                         | Ingalls Shipbuilding          | 10 januari 1992               | 12 juni 1993                  | San Diego                     | i tjänst 2012                               |
| Vella Gulf                                   | CG-72                         | Ingalls Shipbuilding          | 13 juni 1992                  | 18 september 1993             | Norfolk                       | i tjänst 2012                               |
| Port Royal                                   | CG-73                         | Ingalls Shipbuilding          | 20 november 1992              | 4 juli 1994                   | Pearl Harbor                  | i tjänst 2012                               |